# La palude
La palude (Трясина) è un film del 1977 diretto da Grigorij Naumovič Čuchraj.

## Trama
Il film racconta di una donna russa che ha perso il marito e il figlio maggiore e decide di nascondere il figlio più giovane in soffitta e tenerlo lì fino alla fine della guerra. Ma le cose non sono andate come voleva lei.